# Єнбецький сільський округ (Мугалжарський район)
Єнбе́цький сільський округ (каз. Еңбек ауылдық округі, рос. Енбекский сельский округ) — адміністративна одиниця у складі Мугалжарського району Актюбінської області Казахстану. Адміністративний центр — село Сагашилі.
Населення — 2576 осіб (2021; 2953 у 2009, 2963 у 1999, 3082 у 1989).
Станом на 1989 рік існувала Грачовська сільська рада (села Знаменське, Покровка, Сергієвка, селище Темір-Мост) Октябрського району.

## Склад
До складу округу входять такі населені пункти:
| Населений пункт              | Колишні назви | Населення, осіб (1989) | Населення, осіб (1999) | Населення, осіб (2009) | Населення, осіб (2021) |
| ---------------------------- | ------------- | ---------------------- | ---------------------- | ---------------------- | ---------------------- |
| Басшилі, село                | Знаменське    | 882                    | 863                    | 778                    | 626                    |
| Сагашилі, село               | Покровка      | 1499                   | 1414                   | 1623                   | 1684                   |
| Темір-мост, станційне селище | Темір-Мост    | 254                    | 375                    | 277                    | 220                    |
| Тепсен-Карабулак, село       | Сергієвка     | 447                    | 311                    | 275                    | 46                     |